# Pehčevo
Pehcevo (Macedonisch: Пехчево) is een gemeente in Noord-Macedonië.
Pehcevo telt 5517 inwoners (2002). De oppervlakte bedraagt 207 km², de bevolkingsdichtheid is 26,7 inwoners per km².